# بازی تاج‌وتخت (فصل ۳)
فصل سوم مجموعه تلویزیونی خیال‌پردازی حماسی و درام بازی تاج‌وتخت که در آمریکا از شبکه اچ‌بی‌او پخش شد، از تاریخ ۲۱ مارس ۲۰۱۳ پخش آن آغاز شد و در ۹ ژوئن ۲۰۱۳ پایان یافت. شبکه اچ‌بی‌او در ۱۰ آوریل ۲۰۱۲ مجموعه را برای این فصل تمدید نمود و ۹ روز پس از پایان فصل دوم درٰ ژوئیه ۲۰۱۲ تولیدش را آغاز نمود.
مانند دیگر فصل‌ها این فصل نیز شامل ۱۰ قسمت بود که هر کدام در حدود ۵۵ دقیقه بودند. این فصل برگرفته از نیمه اول رمان طوفان شمشیرها، سومین کتاب از سری رمان‌های ترانه یخ و آتش اثر جرج آر. آر. مارتین می‌باشد.

## داستان
تمرکز فصل سوم بیشتر بر روی لنیسترها در سرزمین پادشاهی است. پس از شکست دادن استنیس براتیون در نبرد بلک‌واتر، آن‌ها جایگاه خود را در تخت آهنین محکم و استوار نگه داشته‌اند. آن‌ها توسط هم‌پیمان جدید خود یعنی خاندان تایرل، که قدرتمند و با تدبیر هستند، در معرض خطر قرار گرفتند. تیریون لنیستر با ازدست دادن مقام مشاور پادشاهی‌اش، احساس می‌کند که پدرش ارزشی برای خدمتی که او برای خانواده به عنوان مشاور انجام داده قائل نیست. در همین حال، جیمی لنیستر تلاش خود را برای بازگشت به خانه ادامه می‌دهد و به اسارت خود با همسفرش، برین از تارث عادت می‌کند.
استارک‌ها خودشان را در حال شکست در جنگ می‌بینند. آن‌ها پشتیبانی لرد والدر فری را بعد از این که راب استارک عهد خود با ازدواج با تالیسا ماگیر شکست، از دست دادند، و بسیاری از اعضای ارتش راب در حال از دست دادن وفاداری خود نسبت به او می‌باشند. رابطهٔ او با مادرش نیز پس از آزاد کردن جیمی لنیستر سرد شده، گرچه خبر مرگ پدر مادرش و پسران کوچک استارک آن‌ها را دوباره به هم نزدیک کرد. در واقع، برن و ریکون استارک زنده‌اند و سفر خود را به شمال با هم پیمانان جدید خود از رید، ادامه می‌دهند. تئون گریجوی بود که مرگ پسران استارک را صحنه‌سازی کرده بود و الان طبق دستور افراد ناشناس زیر شکنجه فیزیکی قرار گرفته‌است. با این وجود پسری مرموز ادعا می‌کند که توسط خواهرش فرستاده شده تا او را فراری دهد. آریا استارک، در سفرش به خانه با هم‌سفرانش یعنی گندری و هات پای گرفتار برادران بدون پرچم و سندور کلگین می‌شود. سانسا استارک در سرزمین پادشاهی و زندانی لنیستر باقی می‌ماند، اما او اکنون از طرف بیلیش فریبکار و تایرل‌ها پیشنهاد کمک دریافت کرده.
در درگن‌استون، استنیس براتیون بعد از شکست خوردن در نبرد بلک‌واتر سرخورده شده‌است. مشاور او سر داووس بعد از تلاش برای کشتن ملیساندر، که هنوز به خدای خود، ارباب روشنایی، که به استنیس برای رسیدن به قدرت کمک خواهد کرد ایمان دارد، زندانی شده.
آنسوی دیوار، جان اسنو به صورت مخفی به ارتش وحشی‌های منس ریدر ملحق شده. عهدهای او بیشتر از همیشه با در رابطه بودن با ایگریت، یکی از وحشی‌ها محک زده می‌شوند چون او متوجه می‌شود که بین او و نگهبانان شب باید یکی را انتخاب کند. گروهی از نگهبانان شب که توسط وایت واکرها مورد حمله قرار گرفته‌اند در حال بازگشت به دیوار هستند. با این وجود بسیاری از جنگجوها پیمانشان را با درمعرض خطر قرار دادن جان لرد فرمانده و سمول تارلی زیر سؤال می‌برند.
در طرف دیگر دریای باریک در آستاپور، دنیریس تارگرین ماجرای خود را برای تصرف هفت اقلیم ادامه می‌دهد. او یار جدیدی در اعضا محافظان پادشاه قبلی به نام باریستن سلمی دارد و همچنان توسط جوراه مورمونت مشاوره داده می‌شود. او در فکر خریدن ارتشی به نام آنسالیدهاست. آن‌ها توسط ارباب بی‌رحمی که یک مترجم جوان به نام میسانده دارد کنترل می‌شوند.

## تولید
بازی تاج‌وتخت به سرعت پس از شروع پخش در آوریل ۲۰۱۱ از نظر انتقادی و سودگرایی به موفقیت رسید. تنها چند روز بعد از آمارگیری بینندگان قسمت اول فصل دوم «شمال به خاطر می‌سپارد» به بالاترین میزان خود یعنی ۸٫۳ میلیون بیننده رسید، شبکه اچ‌بی‌او تمدید فصل سوم این سریال را به اطلاع رساند. مهم‌تر از آن اطلاعیه شایعات و خبرهایی مبنی بر این که دیوید بنیاف و دی.بی. وایس قصد فیلم‌برداری فصل‌های سوم و چهارم را به‌طور هم‌زمان دارند، بود. بنیاف گفت که این می‌تواند خیلی پربازده باشد اما نوشتن آن غیرممکن است.
ده قسمت فصل سوم طولانی‌تر از فصل‌های قبلی می‌باشد، حدود ۵۴ یا ۵۷ دقیقه در مقابل ۵۲ دقیقه فصل‌های گذشته. بودجهٔ این فصل حدود ۵۰ میلیون دلار آمریکا گزارش شده‌است.

### نگارش
فصل سوم برگرفته از نیمه اول کتاب طوفان شمشیرها می‌باشد. بنیاف قبلاً گفته بود که از طوفان شمشیرها، به دلیل طولانی بودنش، باید دو فصل اقتباس شود. بنیاف و وایس همچنین متذکر شدند که آن‌ها به اقتباس از مجموعه ترانه یخ و آتش به صورت کلی نگاه می‌کنند، در هر رمان به صورت جداگانه و این به آن‌ها این آزادی عمل را می‌دهد که با توجه موقعیت و ضرورت بین اتفاقات کتاب، جلو و عقب بروند. بنا به گفته بنیاف فصل سوم شامل صحنهٔ به‌یادماندنی خاص (اشاره به عروسی سرخ) از طوفان شمشیرهاست که از همان اول چشم‌انداز فیلم‌برداری و بخشی از انگیزه آن‌ها برای اقتباس رمان برای تلویزیون بود. نویسندگی برای فصل سوم اکنون به صورت «نوشته شده برای تلویزیون توسط» به جای عبارت همیشگی «نوشته شده توسط» در تیتراژ نمایش داده می‌شود.
در فصل سوم برای اولین‌بار به‌طور چشمگیر از زبان والرین استفاده می‌شود که در قسمت والریا و کلونی‌های سابق آن در ایسوس صحبت می‌شود. زبان ساخته شده توسط زبان‌شناس دیوید ج. پترسون بر اساس تعداد کمی از لغات که مارتین در رمان خود ابداع کرده بود، توسعه داده شد. پترسون قبلاً نیز زبان دوتراکی را که به‌طور عمده در فصل اول استفاده می‌شد، توسعه داده‌است.

### انتخاب بازیگر
در این فصل اونا چاپلین (تالیسا)، جو دمپسی (گندری) و رز لزلی (ایگریت) به بازیگران اصلی مجموعه اضافه شدند.

### دست‌اندرکاران
دیویدبنیاف و دی.بی. وایس نویسندگان و تهیه‌کنندگان اصلی فصل سوم هستند. آن‌ها هفت قسمت از ده قسمت را با همکاری یکدیگر نوشته‌اند. سه قسمت باقی‌مانده توسط بریان کاگمن، ونسا تیلور و نویسنده ترانه یخ و آتش یعنی جورج آر. آر مارتین نوشته شدند.
دنیل میناهان، الکس گریوز، میشله مک لارنو و دیوید ناتر هر کدام دو قسمت را کارگردانی کردند. یک قسمت دیگر توسط فیلم‌بردار فصل‌های قبل، الیک شاکاروف کارگردانی شد. یک قسمت دیگر را بنیاف و وایس به عنوان اولین تجربه کارگردانی‌شان، کارگردانی کردند. اگر تنها نام بنیاف در تیتراژ به عنوان کارگردان ذکر شد.

### فیلم‌برداری
فیلم‌برداری فصل سوم اوایل ژوئیه ۲۰۱۲ آغاز شد و در ۲۴ نوامبر ۲۰۱۲ در ایسلند به پایان رسید. فیلم‌برداری در ایسلند برای پنج قسمت از ده قسمت این فصل بود که بر خلاف فصل دوم که یک ماه طول کشید هشت روز ادمه یافت. مچ پای کیت هرینگتون (جان اسنو) در اثر یک سانحه در ژوئیه شکست که فیلم‌برداری در ایسلند تا زمان بهبودی او متوقف شد. همچنین گاه‌به‌گاه از بدل او استفاده می‌شد.
فیلم‌برداری دوباره در بلفست ایرلند شمالی از سرگرفته شد و پشتیبانی مالی سینمای ایرلند شمالی نیز از سریال ادامه یافت. تولید همچنین به دابرونیک در کرواسی بازگشت. مراکش لوکیشن جدید برای فیلم‌برداری سکانس‌های دنریس در ایسوس مثل شهر آستاپور بود. صحنهٔ شامل خرس نیز در لس‌آنجلس فیلم‌برداری شد.

## قسمت‌ها
| شم. کلی | شم. در فصل | عنوان                          | کارگردان      | نویسنده                    | تاریخ انتشار اصلی | ایالات متحدهٔ آمریکا تعداد بیننده (میلیون) |
| ------- | ---------- | ------------------------------ | ------------- | -------------------------- | ----------------- | ----------------------------------------- |
| ۲۱      | ۱          | «والار دوهاریس»                | دانیل میناهان | دیوید بنیاف و دی. بی. وایس | ۳۱ مارس ۲۰۱۳      | ۴٫۳۷                                      |
| ۲۲      | ۲          | «بال‌های تیره، سخنان تیره»      | دانیل میناهان | ونسا تیلور                 | ۷ آوریل ۲۰۱۳      | ۴٫۲۷                                      |
| ۲۳      | ۳          | «قدمگاه مجازات»                | دیوید بنیاف   | دیوید بنیاف و دی.بی. وایس  | ۱۴ آوریل ۲۰۱۳     | ۴٫۷۲                                      |
| ۲۴      | ۴          | «و اینک نگهبانی او پایان یافت» | الکس گریوز    | دیوید بنیاف و دی.بی. وایس  | ۲۱ آوریل ۲۰۱۳     | ۴٫۸۷                                      |
| ۲۵      | ۵          | «بوسیدهٔ آتش»                   | الکس گریوز    | بریان کاگمن                | ۲۸ آوریل ۲۰۱۳     | ۵٫۳۵                                      |
| ۲۶      | ۶          | «صعود»                         | آلیک ساخارف   | دیوید بنیاف و دی.بی. وایس  | ۵ مه ۲۰۱۳         | ۵٫۵۰                                      |
| ۲۷      | ۷          | «خرس و دوشیزه رعنا»            | میشل مک‌لارن   | جرج آر. آر. مارتین         | ۱۲ مه ۲۰۱۳        | ۴٫۸۴                                      |
| ۲۸      | ۸          | «پسران دوم»                    | میشل مک‌لارن   | دیوید بنیاف و دی.بی. وایس  | ۱۹ مه ۲۰۱۳        | ۵٫۱۳                                      |
| ۲۹      | ۹          | «باران کستمیر»                 | دیوید ناتر    | دیوید بنیاف و دی.بی. وایس  | ۲ ژوئن ۲۰۱۳       | ۵٫۲۲                                      |
| ۳۰      | ۱۰         | «میسا»                         | دیوید ناتر    | دیوید بنیاف و دی.بی. وایس  | ۹ ژوئن ۲۰۱۳       | ۵٫۳۹                                      |

## بازخوردها

### بینندگان
| فصل: ۱ (۲۰۱۱) ۲ (۲۰۱۲) ۳ ( ۲۰۱۳) ۴ (۲۰۱۴) ۵ (۲۰۱۴) ۶ (۲۰۱۵) ۷ (۲۰۱۷) ۸ (۲۰۱۹) |       |       |       |       |       |       |       |      |      |       |
| \| \| ق. ۱ \| ق. ۲ \| ق. ۳ \| ق. ۴ \| ق. ۵ \| ق. ۶ \| ق. ۷ \| ق. ۸ \| ق. ۹ \| ق. ۱۰ \| \| فصل ۱ \| ۲٫۲۲ \| ۲٫۲۰ \| ۲٫۴۴ \| ۲٫۴۵ \| ۲٫۵۸ \| ۲٫۴۴ \| ۲٫۴۰ \| ۲٫۷۲ \| ۲٫۶۶ \| ۳٫۰۴ \| \| فصل ۲ \| ۳٫۸۶ \| ۳٫۷۶ \| ۳٫۷۷ \| ۳٫۶۵ \| ۳٫۹۰ \| ۳٫۸۸ \| ۳٫۶۹ \| ۳٫۸۶ \| ۳٫۳۸ \| ۴٫۲۰ \| \| فصل ۳ \| ۴٫۳۷ \| ۴٫۲۷ \| ۴٫۷۲ \| ۴٫۸۷ \| ۵٫۳۵ \| ۵٫۵۰ \| ۴٫۸۴ \| ۵٫۱۳ \| ۵٫۲۲ \| ۵٫۳۹ \| \| فصل ۴ \| ۶٫۶۴ \| ۶٫۳۱ \| ۶٫۵۹ \| ۶٫۹۵ \| ۷٫۱۶ \| ۶٫۴۰ \| ۷٫۲۰ \| ۷٫۱۷ \| ۶٫۹۵ \| ۷٫۱۰ \| \| فصل ۵ \| ۸٫۰۰ \| ۶٫۸۱ \| ۶٫۷۱ \| ۶٫۸۲ \| ۶٫۵۶ \| ۶٫۲۴ \| ۵٫۴۰ \| ۷٫۰۱ \| ۷٫۱۴ \| ۸٫۱۱ \| \| فصل ۶ \| ۷٫۹۴ \| ۷٫۲۹ \| ۷٫۲۸ \| ۷٫۸۲ \| ۷٫۸۹ \| ۶٫۷۱ \| ۷٫۸۰ \| ۷٫۶۰ \| ۷٫۶۶ \| ۸٫۸۹ \| \| فصل ۷ \| ۱۰٫۱۱ \| ۹٫۲۷ \| ۹٫۲۵ \| ۱۰٫۱۷ \| ۱۰٫۷۲ \| ۱۰٫۲۴ \| ۱۲٫۰۷ \| - \| - \| - \| \| فصل ۸ \| ۱۱٫۷۶ \| ۱۰٫۲۹ \| ۱۲٫۰۲ \| ۱۱٫۸۰ \| ۱۲٫۴۸ \| ۱۳٫۶۰ \| - \| - \| - \| - \| 1. |       |       |       |       |       |       |       |      |      |       |
| | ق. ۱  | ق. ۲  | ق. ۳  | ق. ۴  | ق. ۵  | ق. ۶  | ق. ۷  | ق. ۸ | ق. ۹ | ق. ۱۰ |
| فصل ۱ | ۲٫۲۲  | ۲٫۲۰  | ۲٫۴۴  | ۲٫۴۵  | ۲٫۵۸  | ۲٫۴۴  | ۲٫۴۰  | ۲٫۷۲ | ۲٫۶۶ | ۳٫۰۴  |
| فصل ۲ | ۳٫۸۶  | ۳٫۷۶  | ۳٫۷۷  | ۳٫۶۵  | ۳٫۹۰  | ۳٫۸۸  | ۳٫۶۹  | ۳٫۸۶ | ۳٫۳۸ | ۴٫۲۰  |
| فصل ۳ | ۴٫۳۷  | ۴٫۲۷  | ۴٫۷۲  | ۴٫۸۷  | ۵٫۳۵  | ۵٫۵۰  | ۴٫۸۴  | ۵٫۱۳ | ۵٫۲۲ | ۵٫۳۹  |
| فصل ۴ | ۶٫۶۴  | ۶٫۳۱  | ۶٫۵۹  | ۶٫۹۵  | ۷٫۱۶  | ۶٫۴۰  | ۷٫۲۰  | ۷٫۱۷ | ۶٫۹۵ | ۷٫۱۰  |
| فصل ۵ | ۸٫۰۰  | ۶٫۸۱  | ۶٫۷۱  | ۶٫۸۲  | ۶٫۵۶  | ۶٫۲۴  | ۵٫۴۰  | ۷٫۰۱ | ۷٫۱۴ | ۸٫۱۱  |
| فصل ۶ | ۷٫۹۴  | ۷٫۲۹  | ۷٫۲۸  | ۷٫۸۲  | ۷٫۸۹  | ۶٫۷۱  | ۷٫۸۰  | ۷٫۶۰ | ۷٫۶۶ | ۸٫۸۹  |
| فصل ۷ | ۱۰٫۱۱ | ۹٫۲۷  | ۹٫۲۵  | ۱۰٫۱۷ | ۱۰٫۷۲ | ۱۰٫۲۴ | ۱۲٫۰۷ | -    | -    | -     |
| فصل ۸ | ۱۱٫۷۶ | ۱۰٫۲۹ | ۱۲٫۰۲ | ۱۱٫۸۰ | ۱۲٫۴۸ | ۱۳٫۶۰ | -     | -    | -    | -     |

### بازخورد منتقدین
نمره فصل سوم بر اساس نظرات ۲۵ منتقد در متاکریتیک، ۹۰ می‌باشد که حاکی از تحسین همگانی است. با وجود این که قسمت آخر این فصل نیز با استقبال مواجه شد، مت فاولر منتقد آی‌جی‌ان، گفت که فصل سوم با پایانش کمی گیج‌کننده بود. او به‌طور کلی به این فصل نمره ۹ از ۱۰ داد.

### جوایز و نامزدی‌ها
در شصت و پنجمین جوایز امی ساعات پربیننده، بازی تاج‌وتخت ۱۶ نامزدی داشت. در بیست و نهمین دوره جوایز TCA، این سریال جایزه بهترین دستاورد درام را برد و برای بهترین برنامه سال نیز نامزد شد. در بیستمین دوره جوایز بازیگران فیلم، بازیگران این مجموعه نامزد بهترین بازیگران درام شدند، پیتر دینکلیج برای بهترین بازیگر درام نامزد شد و تیم بدلکاری سریال، جایزه بهترین تیم بدلکاری را برد.